# Orthogonioptilum geniculipennis
Orthogonioptilum geniculipennis is een vlinder uit de familie nachtpauwogen (Saturniidae). De wetenschappelijke naam van deze soort is voor het eerst geldig gepubliceerd in 1910 door Strand.
De soort komt voor in tropisch Afrika.